# 里瑟夫 (路易斯安那州)
里瑟夫（英語：Reserve）是位於美國路易斯安那州施洗者聖約翰堂區的一個普查規定居民點。

## 人口
根據2020年美國人口普查的數據，里瑟夫的面積為44.30平方千米，當中陸地面積為41.60平方千米，而水域面積為2.70平方千米。當地共有人口9111人，而人口密度為每平方千米205.67人。